# Универзитет у Павији
Универзитет у Павији је државни универзитет основан 1361. Један је од најстаријих универзитета који и данас раде.

## Изглед
Амблем Универзитета у Павији је по мери античке естетике. У неким историјским учионицама универзитета, као што су Аула Фосколо и Аула Магна, које датирају из 18. односно 19. века, постоје елементи стилског намештаја са овим амблемом урезаним у дрво. Подељена је на четири дела са две укрштене сребрне ректорске палице, на којима је сваки надвишен мали орао, који се још увек носи на отварању најсвечанијих Кнежевских поворки . У средини амблема је висећа штола, која покрива пресек, ослоњена на свитак са латинским натписом Alma Ticinensis Universitas  . Изнад стола је надвишена круна слична гвозденој круни, елемент који алудира на улогу Павије као престонице Ломбардског краљевства и Каролиншког краљевства Италије. Испод целине пет томова као темељни елемент студије на којима почива прстен који је уручен новим лекарима. У оквиру су два записа: DCCCXXV Capit[olum] Lotharii e MCCCLXI Generale Studium Constitutum . Први спис се односи на Лотарову главу из 825. године, са којим је Лотар I одобрио оснивање школе реторике у Павији; други се односи на оснивање Студиум Генерале 1361. од стране Карла IV на захтев Галеаца II Висконтија.

## Историја

### Оснивање и период средњег века
825. и 1361.: ова два датума означавају почетак Универзитета у Павији, најстаријег универзитета у Ломбардији и једног од најстаријих на свету. Дана 25. маја 825. године, цар Лотар I прогласио је закон  у краљевској палати Кортеолона, који је основао Schola Papiense, правну школу у Павији, главном граду Краљевства Италије, реторике и слободних уметности, наслеђујући традицију правне школе коју је основао римски цар Теодосије l цар кога је именовао за директора школе учитеља Дунгало ди Бобио , ирски монах, мајстор реторике и науке, астроном и песник, пореклом из опатије Сан Коломбано ди Бобио, која се већ налазила у Војводству Павија и царском монашком феуду, са сопственом библиотеком и скрипторијумом, и сопственим монашким школама високог нивоа и савршенства, убрајана у главне монашке културне центре средњовековне Европе.
Током средњег века, школа у Павији, која је била смештена у манастиру Сан Пиетро у Сиел д'Оро , где је створен велики скрипторијум, била је у процвату. Студенти Милана, Бреше, Лодија, Бергама, Новаре, Верчелија, Тортоне, Аквија, Ђенове, Астија и Кома зависили су од кампуса у Павији.
Статути и прописи Универзитета у Павији од 1361. до 1859. године. 1925. школа у Павији коју је основао Лотарио укључује Школу права, реторике и слободних уметности (граматика, реторика и дијалектика) и наука (аритметика, геометрија, астрономија и музика). У исто време, још у Павији, у Краљевском двору, седишту врховног суда краљевског суда, основана је правна школа за обуку краљевских судија који су морали да деле правду у целом краљевству. Правни факултет у Павији произвео је значајна дела као што су Либер папиенсис  и Екпоситио ад либрум папиенсем, у којима постоји извесни опоравак римског права, дефинисан Лек генералис омниум и коришћен као помоћни закон за извођење принципа за тумачење ломбардским и франачким законима и да попуни њихове празнине . Међутим, постоји неколико извора везаних за стварно порекло студијског центра у Павији .
Студиум Генерале је рођен захваљујући Галеацу II Висконтију 1361. године; заправо, одмах након освајања града од стране Миланског војводства, Галеацо II је, као царски викар, добио од императора Карла IV Луксембуршког декрет о оснивању Студиума, са привилегијама сличним оним школама у Паризу, Болоњи, Оксфорду, Орлеану и Монпељеу. „Компанија се састојала од два различита универзитета, правника (грађанско и канонско право) и уметника (медицина, филозофија и слободне уметности). Годишње се бирао ректор на челу Универзитета који је углавном био студент који је прошао двадесет година. Академске дипломе су се додељивале на три нивоа: дипломирани, лиценцирани и докторски.“ . Касније, 1389. године, Студиум је овластио папа Бонифације IX да врши теолошку наставу. Штавише, исте године свог оснивања, Галеацо II Висцонти је издао декрет којим је утврђено да сви студенти који живе на територији војводства Милана треба да користе нови студио Павесе. После повремених периода кризе, услед политичких и војних турбуленција, од 1412. године универзитет је наставио са редовним радом. Ликови Лотара И и Галеаца II Висконтија памте се у два извајана медаљона, постављена са стране главног улаза у централну зграду Универзитета која гледа на Страду Нуову.

### Указ о оснивању Стадиума Ђенерале
„У име свете и нераздељиве Тројице Амин. Карло IV за наклоност божанског помиловања увек аугуст цар Римљана и краљ Бохемије, за вечно сећање. Искључена наука, суверена човечанства, опонашалац небеских врлина, чије је племените удове мрско насиље куге за крајеве света већ однело са собом у безбожни понор, већ лишене својих пребивалишта болним становима, са плач нам се поверава са тако великим стењањем да сматрамо да је достојно да јој помогнемо уз помоћ Царског Височанства, ако икада по указу Цара, који се труди да обезбеди за цео свет, нека заблиста у древном стање, подржавају растуће човечанство и свакако поново плодоносно да буду окружени изданцима. Молба подеста, капетана, Већа старешина општине и народа града Павије, нама најчаснијег и најдражег, нама верног и Светом Царству, предочена нашем Величанству, замолили да и њима, као и другим градовима, желимо да из царске благонаклоности дамо милост и привилегију оснивања Студиум Генерале са свим факултетима. Узимајући у обзир вишеструке заслуге поштења о којима је Павеси већ у прошлости рекао са дубоком пажњом на проучавање одао почаст Нама и Светом римском царству, са промишљеним духом, не грешком или непромишљено, већ на основу разумног мишљења бирача и других принципа Светог Царства, одлучили смо да им, њиховим наследницима и наследницима заувек дамо доле назначену милост, да се у поменутом граду Павији оснује Студиум Генерале оба закона, односно оба канона колико од грађанске, као и филозофије, медицине и слободних уметности, милост која се од сада поштује. Желимо, због нашег уступка, да Студија, њени студенти, ректори, доктори, матуранти, официри, министри, службеници, њихове породице и породице сваког од њих, без обзира на њихово име, ма каквог достојанства, статуса, реда или под условом да буду, уживају оне привилегије, слободе, имунитете, помиловања и милости које се признају Студијима у Паризу, Болоњи, Оксфорду, Орлеану и Монтепељеу и било ком другом привилегованом Студиум Генерале и који у потпуности уживају како када би се присутнима од речи до речи указивале привилегије, слободе, имунитети, помиловања и милости ове врсте. Одлучујући и наређујући на основу нашег царског устава, који ће важити заувек, уз пуну свест о пуноћи царске моћи, да град Павија, подржан нашим садашњим уступком, непрестано ужива благодатну привилегију Студиум Генерале. И да је садашњи и будући епископ Павије, лично или преко свог викара или поручника, уз мишљење и одобрење доктора и професора поменутог Студија, поштовао форму, начин и правила која је у овим случајевима било уобичајено да се поштују у поменутој Студиа Генералиа и у другим Студиа, они који ће из тог разлога бити оцењени као прикладни и достојни могу доделити Лицентиа легенди, након испита, могу их дипломирати, могу им ритуално доделити инсигније доктората или магистерија и од ових их свечано улажу. Даље, како би се сваки ученик и студент поменутог Студиума Павесе могао посветити изучавању писма утолико слободније што је више ослобођен узнемиравања и нереда и што га више обавија царска благонаклоност, за милост која је у нама урођена, дочекујемо у пуној свести под посебном заштитом, заштитом и одбраном нас и Светог римског царства ректоре, докторе, све ученике или студенте Студија, сваког од њих и једног по једног, и сваког од њих. чланови породице, слуге, министри и такође школе, домови или смештај. Зато никоме није дозвољено да прекрши ово писање нашег ума или му се супротстави безобзирним подухватом. Међутим, ако се неко усуди да покуша супротно, зна да ће сносити без могућности опроста, јер онолико пута колико је прекршај учињен, у царској забрани и казном од сто марака чистог злата, од чега утврђујемо да је половина намењена пореским органима, а остатак за профит поменутог Студиум Павесе, уз задржавање пуног дејства, отписао или уклонио казну, све раније утврђено. Дато у Нирнбергу, године Господње 1361, четрнаести индикт, 13. април, петнаеста година наше владавине и седма царства."
(Карло IV Луксембуршки, Оснивачки декрета Студиум Генерале)

Рођење универзитета позитивно је утицало на економију града, привлачећи и многе племените и богате студенте, који су долазили из других италијанских држава и различитих европских земаља, који су се настанили у Павији да студирају право, уметност и медицину. Петнаести век је такође доживео пролиферацију колеџа (као што је колеџ Кастиљони који је 1429. године основао кардинал Бранда Кастиљони) намењен најсиромашнијим студентима, спонзорисан од стране значајних миланских породица и породица из Павије и опседнут од стране многих племића и дворјана који су, да би ушли у њега, имали су кнежеве препоручити. У области филозофских и књижевних студија морамо се сетити учења Лоренца Вале, у области права, Гиасоне дел Маино.

### Модерно и савремено доба
Академска активност је доживела нагли прекид након веома озбиљне штете коју је град претрпео током једногодишње опсаде, претрпљене између 1524. и 1525. године, разрешене битком код Павије у којој су се сукобиле француска војска коју је предводио краљ Фрањо l и царска војска, састављена од Шпанаца и Немаца, Карла V . Слична стагнирајућа ситуација наставила је да траје и наредних година, а научне и дидактичке активности универзитета су биле снажно погођене. Ситуација се додатно погоршала у седамнаестом веку са шпанском доминацијом и услед епидемије куге 1630. која је погодила разне области северне Италије.
Препород универзитета догодио се од друге половине 1700-их, захваљујући аустријским суверенима Марији Терезији од Аустрије и Јосифу  II Хабзбуршко-Лотарингијском, који су, инспирисани принципима просвећеног апсолутизма, извршили значајне административне реформе и дозволили рођење анатомске школе у Павији. На прелазу из осамнаестог у деветнаести век, универзитет је постао један од најбољих у Европи (и свету), рачунајући академике као што су физичар Алесандро Волта (који је такође био на функцији ректора), анатоми Антонио Скарпа и Лаззаро Спалланзани, математичар Лоренцо Маскерони. Такође у Павији, 1777. године, дипломирала је Марија Пелегрина Аморети, прва жена која је дипломирала право у Италији.
Почетком двадесетог века, Универзитет у Павији је био први италијански универзитет који је добио Нобелову награду, у лику лекара и хистолога Камила Голгија (у периодима 1893-96 и 1901-09 највиша функција универзитета).
Године 1935. активирано је посебно проширење градске трамвајске линије до универзитетских института, у складу са споразумом између цивилне управе и Краљевског универзитета. Од краја Другог светског рата, Универзитет у Павији је поново покренут, у великој мери захваљујући енергији и иницијативи тадашњег ректора Плинија Фракара.
Током седамдесетих година традиционални факултети су додати факултетима Економског и Трговинско-техничког. Коначно, осамдесетих година универзитет добија свој садашњи изглед изградњом локације Инжењерског факултета, насталог по пројекту архитекте Ђанкарла Де Карла. Након даљих проширења, створен је прави кампус у коме се сада налазе истраживачке лабораторије, образовне лабораторије и канцеларије различитих курсева, укључујући и научну област. Институт за молекуларну генетику (ИГМ-ЦНР) налази се у делу структуре, припојен истом кампусу. Назив "Наве", који сви користе за идентификацију овог универзитета, настаје управо због архитектуре зграда које асиметричним подовима, евидентним спољним ослонцима и отворима на вратима подсећају на типичну структуру брода значајних димензија.

## Структуре

### Катедре и факултети
Од 1. јануара 2012, након Гелминијеве реформе [24], Универзитет у Павији је подељен на следећих осамнаест одељења [25]:
- биологија и биотехнологија
- хемија
- физика
- право
- грађевинарство и архитектура
- индустријски и информациони инжењеринг
- математика
- интерна медицина и медицинска терапија Молекуларна медицина
- музикологија и културно наслеђе
- јавно здравље, експериментална и судска медицина
- клиничке хируршке, дијагностичке и педијатријске науке
- економија и пословне науке
- фармација
- политичке и друштвене науке
- нервни систем и науке о понашању
- науке о Земљи и животној средини
- хуманистичке науке

Поред тога, два факултета  су основана од 2013. године:
- инжењеринг
- медицина и хирургија

## Локација

### Централна зграда
Првобитно није постојала ниједна зграда намењена студијама: настава се одржавала у приватним кућама и манастирима који су нудили одговарајуће просторије, или у истој згради општине. Тек крајем петнаестог века Лудовико ил Моро доделио је Студију зграду у Страда Нуова која је припадала Азоне Висконтију. Зграда, која се граничила са болницом Сан Матео, након реструктурирања у шеснаестом веку (1534) већ је имала два дворишта са аркадама које се налазе изнад које су приближно одговарале садашњим двориштима Волте и Кадути. Првобитно су два дворишта била позната као Легал (Волта) и Медико (Цадути) по учењима која су била смештена у учионицама у два дела: у јужном су се налазиле лекције грађанског и канонског права, док је у северном био смештен простор за медицину, филозофије и слободних уметности. Кортил Волта свој садашњи назив дугује присуству статуе Алесандра Волте коју је вајао Антонио Тантардини 1878. поводом стогодишњице Волтиног именовања за професора експерименталне физике у Павији. Волта је приказан у професионалној тоги са бакљом у левој руци. У ободним зидовима, испод тријема, можете се дивити бројним надгробним споменицима и спомен епиграфима. Најстарији и најзанимљивији датирају из 15. и 16. века и посвећени су неким од најпознатијих учитеља Павије.
Између 1661. и 1671. године уследила је даља интервенција архитекте Ђорђа Песине који је реорганизовао дупле аркаде додавањем спојених дорских стубова, дизајнирао балустраде украшене стубовима за горњи спрат и дао луковима необичан полигонални профил [28]. У 18. веку, Марија Терезија од Аустрије, као део свог новог плана за боље управљање и реорганизацију Универзитета, предложила је модернизацију старе зграде. Задатак је поверен архитекти Ђузепеу Пјермаринију који се побринуо за фасаду и дворишта, где је заокружио лукове и заменио касетирани кров аркада засвођеним плафонима. У том периоду је изграђена сала Фосколо, коју је 1782. године украсио Паоло Месколи.
Године 1783., цар Јосиф II Хабзбуршко-Лотарингијски поклонио је универзитету некадашњи манастир Леано, чији је део био намењен Богословском факултету за који је Леополдо Полак изградио аутономно тело зграде, артикулисано око трећег дворишта по реду. са два оригинала, од којих је преузео мотив двоструке лође са спојеним дорским стубовима. На спрату је саградио полукружно физичко позориште, сада познато као аула Волта, по структури слично анатомском позоришту, данас аула Сцарпа која се налази у дворишту медицине. Почетком 19. века, јужни део манастира Леано такође је апсорбовао Универзитет и Ђузепе Маркези је завршио крак фабрике до Виа Ментане. Исти архитекта је био одговоран за дизајн нове ауле магне изграђене између 1845. и 1850. године под управом архитекте Ђованија Батисте Верганија, са пронаосом састављеним од коринтских стубова инспирисаних моделом грчког храма. Са спољне стране, барељеф тимпанона, који је урадио вајар Антонио Гали, представља ректора Алесандра Волту у чину доделе дипломе. То је седиште главних свечаности Универзитета.
Године 1932, након што су медицински одељења премештена у ново седиште у Виале Голги, Универзитет се даље проширио и створио велики комплекс из 15. века који је некада припадао болници Сан Матео.

### Историјске учионице
У згради су сачуване неке историјске учионице које су обновљене и које се још увек користе за конференције, презентације и одржавање матурских сесија.
- Аула Фосцолиана, била је главна сала медицинског и правног факултета. Изграђена је 1775. године по пројекту архитекте Ђузепеа Пјермаринија. На задњем зиду су две велике уљане слике које приказују Марију Терезију од Аустрије и њеног сина Јосифа II Хабзбуршко-Лотарингијског, погубљене у Бечу 1779.
- Аула Сцарпа, која се налази у приземљу у североисточном углу првог дворишта. То је анатомско позориште које је изградио Антонио Скарпа. Након првог пројекта који је израдио Ђузепе Пјермарини, уследио је дефинитивни пројекат Леополда Полака; тренутни свод с кишобраном који су дизајнирали Марцхеси замењује оригинални касетирани плафон. Има полукружни облик на степеницама како би омогућио ученицима да похађају часове анатомије на основу сецирања лешева. Анатомиста Антонио Скарпа био је један од првих који је схватио важност блиске везе између медицине и хирургије. Ово последње се сматрало мање племенитом граном медицинског знања, која је била поверена нелекарима. Ову иновацију алегоријски представљају два мушкарца на централном једру изнад столице, који представљају медицину и хирургију који се рукују у знак захвалности. На другим једрима се смењују гротеске са крилатим фигурама које држе оруђе хирурга. На задњем зиду, иза последњег реда клупа, налазе се бисте низа професора који су држали катедру хирургије на Универзитету у Павији: мермер Антонио Скарпа, Бартоломео Паница, Луиђи Зоја, Антонио Пенса, Алесандро Брамбиља, Ђовани Пјетро Франк и Луиђи Порта.
- Аула Волта, на првом спрату у дворишту статуа. У овој учионици Алесандро Волта је изводио своје подучавање и прве експерименте на електрицитету. Наручио га је Јосиф II који је поверио пројекат Леополду Полаку. Има облик амфитеатра и има тромпе-л'œил који наставља низ великих прозора на слојевитим клупама испред столице. Простор је обележен јонским полустубовима који постају свеобухватни у закривљености степеница. Свод од шкољки изграђен је 1828. по пројекту Маркезија да замени раван плафон који је изградио Полах, који је био тешко оштећен након земљотреса. Са стране су статуе Галилеа Галилеја и ученика Бонавентуре Кавалијерија.

### Универзитетски колеџи
Још средином шеснаестог века Павија је имала два велика универзитетска колеџа,Almo Collegio Borromeo и
il Collegio Ghislieri који су у деветнаестом веку играли важну улогу у културном уздизању Италије.
У плану надоградње универзитетских структура, после 1945. године велики развој овог карактеристичног аспекта универзитетског живота Павије имао је централну улогу захваљујући ректору Плиниу Фракару. Дубоко увучени у културно и историјско ткиво града, колеџи играју снажну улогу привлачности за студенте из целе Италије; снажно средство агрегације и мост између академског и друштвеног живота, до данас, колеџи се могу поделити на факултете за заслуге, јавне (ЕДИСУ)  и приватне. Четири колеџа заслуга су  l'Almo Collegio Borromeo  (мешовити), il Collegio Ghislieri(мешовити), il Collegio Santa Caterina (женски) и  il Collegio Nuovo  (женски): ово су колеџи резервисани за заслужне студенте, изабрани путем јавног конкурса. Сва четири ова колеџа такође пружају посебан одсек или резиденцију за постдипломске студенте.
Факултети којима управља ЕДИСУ су  il Collegio Castiglioni-Brugnatelli (женски), il Collegio Cairoli (мушки), il Collegio Girolamo Cardano (мешовити), il Collegio Fraccaro (мушки),il Collegio Spallanzani (мушки), il Collegio Benvenuto Griziotti (мешовити), il Collegio Giasone del Maino (мешовити), il Collegio Lorenzo Valla (мешовити), il Collegio Alessandro Volta (мешовити) e i Collegi Camillo Golgi (мешовити) две универзитетске резиденције са посебном управом. Постоје и четири приватна колеџа:  il Collegio Maria Ausiliatrice (женски), il Collegio Don Bosco (мушки), il Collegio Sant'Agostino (мушки) ed il Collegio Senatore (женски).Коначно, у Кремони постоји  il Collegio Quartier Nuovo.

## Истраживања
Универзитет у Павији је истраживачко оријентисан и има много међународних истраживачких пројеката и сарадње у којима је укључен. Постоји неколико истраживачких центара који, повезани са универзитетом, активно сарађују и омогућавају његов научни и културни развој. Јасан пример:
ЕУЦЕНТРЕ фондација, у области инжењеринга, једна је од најбољих делатности. Основан 2003. године на иницијативу чланова оснивача Одељења за цивилну заштиту Универзитета у Павији, Националног института за геофизику и вулканологију (ИНГВ), Универзитетског института за високе студије Павије (ИУСС) је непрофитна организација која промовише и развија истраживања и обука у области смањења ризика, посебно сеизмичког.
Институт за молекуларну генетику (ИГМ-ЦНР), настао у септембру 2000. спајањем два центра Националног истраживачког савета Павија и Института за биохемију и еволуциону генетику (ИГБЕ) и Центра за хистохемију (ЦСИ) . ИГМ је укључен у основна истраживања фундаменталних биолошко-молекуларних процеса.
Национални институт за нуклеарну физику (ИНФН), основан 1951. године, је јавно истраживачко тело посвећено проучавању основних састојака материје и спроводи теоријска и експериментална истраживања у области нуклеарне, субнуклеарне и физике астрочестица, у блиској сарадњи са универзитетским светом.
Центар за здравствене технологије  (ЦХТ), стратешки пројекат Универзитета у Павији (који повезује 12 медицинских и научних одељења, 100 професора и 200 докторских студената), бави се научним истраживањем за решавање проблема људског здравља, промовишући интердисциплинарна истраживања. интегришући основне науке, медицину, фармакологију и инжењерство. Пројекат „НАТО “, на чијем челу је била истраживачка група ЦХТ, био је један од научних експеримената изведених у орбити унутар Међународне свемирске станице током мисије Експедиције 42/43.
Недавно основани техничко-научни парк  (ПТС) управља инкубатором компанија у областима биотехнологије и ИКТ које долазе са универзитета.
Лабораторија за примењену нуклеарну енергију (ЛЕНА), где се налази истоимени реактор нуклеарне фисије, користи се за истраживања, обуку и наставне пројекте  .

## Музеји
„Систем универзитетских музеја“  основан је јануара 2005. са циљем да окупи све музеје и збирке Универзитета у Павији.
Конкретно, Универзитет је домаћин:
- Музеј историје Универзитета у Павији [20] обухвата два главна одељења, ону за медицину и ону за физику. Пут, кроз изложбу оруђа којима су се служили велики мајстори прошлости, сведочи о еволуцији проучавања и наставе ових наука.
- Природњачки музеј,[21] који је у образовне сврхе основао Лазаро Спаланзани 1771. захваљујући почетном нуклеусу минерала које је као поклон послала царица Марија Терезија од Аустрије. Одељак за упоредну анатомију додат је одељењу за минералогију и зоологију 1778. године. Слава Музеја, који је већ 1780. имао преко 24.000 примерака, инспирисала је песника и математичара Лоренца Машеронија на стихове дидактичке композиције  Invito a Lesbia Cidonia.
- Музеј електротехнике [22] основан 2006. године захваљујући донацијама Едисона, ЕНЕЛ-а и многих компанија у сектору. Трајна почаст Алесандру Волти (проналазач електричне батерије, професор и ректор универзитета), представља историјско наслеђе електричне технологије и њен утицај на све аспекте свакодневног живота од настанка електричне енергије до данас.
- Минералошки музеј [23] чува збирке минерала, стена и фосила са најпознатијих италијанских и страних локација. Музеј има око 10 000 експоната и подељен је у два одељења, минералошко-петрографски и геолошко-палеонтолошки.
- Музеј Камила Голгија [24] основан 2012. године и посвећен лику Камила Голгија (1843-1926) Нобелове награде за медицину и проналазача црне реакције, хистолошке методе, која се сматра основом модерне неуронауке.
- Музеј археологије,[25] обухвата дидактичке збирке из различитих епоха (од праисторије до касног античког периода), укључујући и мали египатски одељак. Међу експонатима налазе се скулптуре, капители, вазе и новчићи. Прво језгро Збирке конституисао је професор археологије Пјер Виторио Алдини 1819. године. Музеј је смештен у просторији за крстарење древне болнице Сан Матео до које се долази кроз пролаз између дворишта Магнолија и дворишта Сфорцеско.
- Ботаничка башта Павије основана је у другој половини осамнаестог века. Простире се на површини од око 2 хектара и обухвата стакленике, историјску зграду и арборетум посвећен колекцијама живих биљака на отвореном. Збирке су делом тематске, а делом репрезентативне за географска подручја. Најстарији стакленик посвећен је првом директору Музеја Антонију Скополију. Од првобитне биљке остао је платан висок 45 метара, чији обим у основи прелази 7 метара.

## Издавачке куће
Универзитет у Павији је једна од институција које се придржавају Берлинске декларације о отвореном приступу научној литератури. Павиа Университи Прес је издавачка кућа Универзитета у Павији, основана у марту 2009. године са циљем ширења наставних средстава и резултата истраживања спроведених на Универзитету и у другим високо специјализованим центрима. Каталог је подељен у три  одељка: научни (монографије, зборник, зборник радова); дидактика и обука (приручници и дидактички текстови); институционалне публикације. Павиа Университи Прес се такође придржава принципа отвореног приступа и објављује како у дигиталном формату тако иу традиционалном штампаном формату са формулом штампе на захтев.

### Универзитетски радио
УКампус  је веб радио Универзитета у Павији, настао 2008. (емитовање почичело 22. септембра 2008. под првобитним називом „Радио Кампус Павиа“). Радио рачуна на сарадњу интеркатедарског дипломског предмета КИМ (Комуникације, иновације и мултимедија), има неколико недељних емисија и музички програм који се емитује 24 сата дневно.УКампус такође активно сарађује у продукцијама и пројектима РадУни – Удружења универзитетски радио оператери, и Устатион - Мрежа италијанских универзитетских медија.

### РегатаПавиа-Пиза
Основана 1929. године у знак сећања на студенте Павије и Пизе који су учествовали у бици у Рисорђименту код Куртатона и Монтанаре 1848. године, једна је од најстаријих регата одржаних на европском континенту. Инспирисан чувеном регатом Оксфорд-Кембриџ, то је догађај који је достигао своје 55. одржавање 2017. године , на којем се универзитетске екипе такмиче на водама река Арно и Тичино наизменично, које прелазе њихове градове. Упркос неким прекидима забележеним од настанка манифестације, традиционално такмичење између два Универзитетска спортска центра и даље изазива велико интересовање у два града за историјска и комеморативна значења која се за њега везују. Регата има и неоспорну спортску вредност, јер посаде представљају врх дисциплине на националном нивоу, што показују и резултати постигнути на универзитетским првенствима у спорту, где се Павија и Пиза често такмиче за прва места на ранг листи.

## Ректори

### Хронолошки списак ректора:
- Agostino Reale (1832)
- Giuseppe Antonio Borgnis (1843)
- Giambattista Pertile (1848)
- Teodoro Lovati (1860)
- Luigi Porta (1860-1861)
- Francesco Brioschi (1861)
- Pietro Barinetti (1861-1862)
- Giovanni Cantoni (1862-1868)
- Francesco Cattaneo (1868-1873)
- Tullio Brugnatelli (1873-1875)
- Alfonso Corradi (1875-1878)
- Luigi Cossa (1878-1879)
- Alessandro Nova (1879-1880)
- Giovanni Cantoni (1880-1882)
- Carlo Cantoni (1882-1884)
- Alfonso Corradi (1884-1887)
- Pasquale Del Giudice (1887-1888)
- Torquato Taramelli (1888-1891)
- Carlo Cantoni (1891-1893)
- Camillo Golgi (1893-1896)
- Carlo Formenti (1896-1898)
- Vittore Bellio (1898-1899)
- Pasquale Del Giudice (1899-1901)
- Camillo Golgi (1901-1909)
- Luigi Berzolari (1909-1913)
- Egidio Gorra (1913-1915)
- Oreste Ranelletti (1915-1919)
- Luigi Zoja (1919-1920)
- Luigi Berzolari (1920-1922)
- Guido Villa (1922-1923)
- Arrigo Solmi (1923-1925)
- Ottorino Rossi (1925-1936)
- Paolo Vinassa de Regny (1935-1939)
- Carlo Vercesi (1939-1943)
- Plinio Fraccaro (1942-1944)
- Carlo Vercesi (1944-1945)
- Plinio Fraccaro (1945-1959)
- Luigi De Caro (1959-1965)
- Mario Rolla (1965-1970)
- Antonio Fornari (1970-1976)
- Alberto Gigli Berzolari (1976-1983)
- Alessandro Castellani (1983-1988)
- Roberto Schmid (1988-2005)
- Angiolino Stella (2005-2013)
- Fabio Rugge (2013-2019)
- Francesco Svelto (dal 2019)